# 임오 (전한)
임오(任敖, ? ~ 기원전 179년)는 중국 전한 초기의 관료로, 패현(沛縣) 사람이다. 고조의 공신이며, 어사대부를 지냈다. 작위는 광아후, 시호는 의(懿)로 광아의후(廣阿懿侯)다.

## 생애
패젊어서 옥리를 지냈다. 고조와 친해, 고황후를 잡아가둔 관리를 쳐서 상하게 했다. 고조가 거병하자 그를 따라 어사를 맡아 풍(豐) 땅을 2년간 지켰다. 고조가 한왕에 봉해지자 상당수를 맡았고 진희가 모반하자 굳게 지킨 공으로 광아후(廣阿侯)에 봉해졌다.
여태후 4년(기원전 184년), 어사대부 조요가 여태후(고황후)의 눈밖에 나 쫓겨나자 그 후임으로 어사대부가 됐다.
3년 후 면직됐고, 문제 원년(기원전 179년)에 죽었다.